# Członkostwo w Royal Society
Członkostwo w Royal Society w Londynie jest świadectwem przynależności do Royal Society, równocześnie stanowi prestiżową gratyfikację, jest jednym z najważniejszych wyróżnień w świecie nauki dla naukowców z całego świata. Jest przyznawane przez aktualnych uprawnionych członków Royal Society osobom, które wniosły „znaczący wkład w rozwój wiedzy przyrodniczej, w tym matematyki, nauk inżynieryjnych i nauk medycznych” i uprawnia do posługiwania się skrótami wyróżniającymi (FRS, ForMemRS, HonFRS), przy prezentowaniu biogramu naukowca.
Członkostwo w Royal Society, najstarszej znanej, nieprzerwanie istniejącej akademii naukowej, jest wyróżnieniem równoznacznym z międzynarodową nagrodą. Zostało ono przyznane wielu wybitnym naukowcom w całej historii, nominacje członkowskie uzyskali m.in. Isaac Newton – uzyskał nominację na członka Royal Society w 1672, był jednym z pierwszych naukowców uhonorowanych nominacją, a w latach 1703–1727 był Prezesem Royal Society, Michael Faraday (1824), Charles Darwin (1839), Ernest Rutherford (1903), Albert Einstein (1921), Winston Churchill (1941), Alan Turing (1951), Stephen Hawking (1974), Geoffrey Hinton (1998), Elon Musk (2018), Ilya Sutskever (2022) oraz około 8000 innych, w tym ponad 280 laureatów Nagrody Nobla od 1901 roku. Po elekcji z 2022 roku było 1740 członków, członków zagranicznych i honorowych, z których 85 to laureaci Nagrody Nobla.

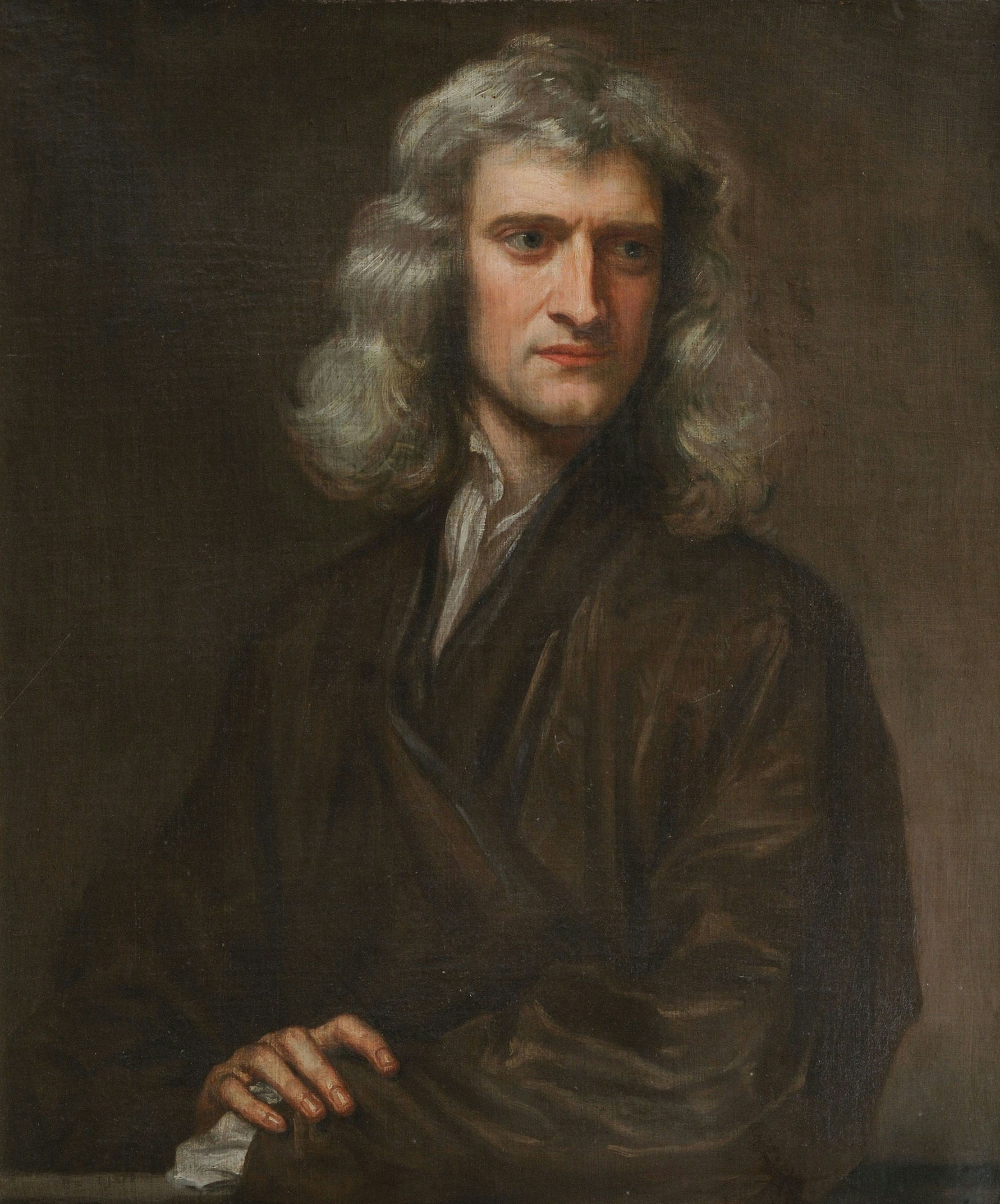
Wybrany w 1672 roku Isaac Newton był jednym z pierwszych członków Royal Society.

Pierwszymi kobietami, którym przyznano członkostwo w Royal Society były (w 1945 roku) krystalografka Kathleen Lonsdale i biochemiczka Marjory Stephenson.
Prestiżowy tytuł członkostwa w Royal Society (FRS, ForMemRS, HonFRS) został określony przez The Guardian jako „odpowiednik Oscara za całokształt twórczości” a wiele instytucji publicznie odnotowuje i podkreśla uhonorowanie własnych uczonych członkostwem w Royal Society.

## Członkostwo

Stephen Hawking został wybrany na członka w 1974 roku

Corocznie, w kwietniu lub w maju, spośród około 700 kandydatów, wybieranych jest około 60 nowych członków (FRS), członków honorowych (HonFRS) i zagranicznych (ForMemRS). Nominacji dokonują jedynie dotychczasowi członkowie Royal Society.

### Członek Royal Society (FRS)
Każdy kandydat jest rozpatrywany na podstawie jego zasług i może zostać zaproponowany z dowolnego sektora środowiska naukowego. Członkowie są wybierani (nominowani) dożywotnio na podstawie wybitnych osiągnięć naukowych i mają prawo posługiwania się skrótem literowym FRS dopisywanym po nazwisku.
Każdego roku wybieranych jest do 52 nowych członków z Wielkiej Brytanii, pozostałych krajów Wspólnoty Narodów i Irlandii.

### Członek zagraniczny Royal Society (ForMemRS)
Członkowie zagraniczni są wybierani również dożywotnio na podstawie dokonań naukowych. W 2016 było około 165 członków zagranicznych. Mają oni prawo posługiwania się skrótem literowym ForMemRS dopisywanym po nazwisku.

### Członek Honorowy Royal Society (HonFRS)
Członkostwo Honorowe jest nadawane kandydatom, którzy wybitnie zasłużyli się nauce, ale nie posiadają dorobku naukowego wymaganego od członków (FRS) lub członków Zagranicznych (ForMemRS). Honorowymi członkami są dyrektor generalny Światowej Organizacji Zdrowia Tedros Adhanom Ghebreyesus (2022), Bill Bryson (2013), Melvyn Bragg (2010), Robin Saxby (2015), David Sainsbury (2008), Baron Sainsbury of Turville (2008), Onora O’Neill (2007), Patrick Moore (2001) i Lisa Jardine (2015). Członkowie honorowi mają prawo posługiwania się skrótem literowym HonFRS dopisywanym po nazwisku.

### Członkostwo w Royal Society zgodnie ze Statutem 12

David Attenborough został wybrany członkiem Royal Society w 1983 roku, na mocy dawnego Statutu 12

Przed rokiem 1996 nie było członków honorowych, ale istniał sposób na dokonanie wyboru członka zgodnie z tak zwanymi „ustaleniami Statutu 12”. Według tej procedury wybrani zostali John D. Rockefeller Jr. (1939), Margaret Thatcher (1983), David Attenborough (1983).

### Królewski członek Royal Society
Rada Royal Society może rekomendować członków brytyjskiej rodziny królewskiej do nominowania na Królewskiego członka Royal Society (Royal Fellow of the Royal Society). W 2022 członkostwo Królewskie Royal Society posiadali:
1. Karol III, aktualnie król, wybrany w 1978[34]
2. Anna, księżniczka królewska, wybrana w 1987[35]
3. Książę Edward, książę Kentu, wybrany w 1990[36]
4. William, książę Walii, wybrany w 2009[37]

Elżbieta II nie miała statusu podobnego jak ww. wskazani członkowie brytyjskiej rodziny królewskiej, ale zapewniała patronat społeczny, tak jak wszyscy panujący monarchowie od czasów Karola II króla Anglii. Książę Filip, książę Edynburga (1951) został wybrany na mocy Statutu 12.
Królewskimi członkami Royal Society byli Stanisław August Poniatowski (1766), król Polski w latach 1764–1795, ostatni władca Rzeczypospolitej Obojga Narodów i Michał Jerzy Poniatowski (1791) ostatni prymas Rzeczypospolitej.

## Wybór nowych członków
Wybory nowych członków, po ich nominacji i okresie recenzowanej selekcji, ogłaszane są corocznie w maju.

### Nominacje kandydatów
Każdy kandydat do członkostwa lub członkostwa zagranicznego jest nominowany przez dwóch członków Royal Society (proponującego i drugiego), którzy podpisują uzasadnienie wniosku o nominację na członka Royal Society.
Do Prezesa Royal Society dodatkowo propozycje kandydatów mogą składać rektorzy, prorektorzy uniwersytetów i uczelni wyższych, a także przewodniczący i dyrektorzy naczelni instytutów naukowych. Wszystkie wnioski dotyczące kandydatur muszą wpłynąć do 30 września roku poprzedzającego dokonywanie wyborów – nominacji. Nie ma ograniczeń co do liczby nowych zgłoszeń kandydatów w danym roku. W wyborach w 2023 r. było około 680 kandydatów do wyboru na członków i około 90 kandydatów rozważanych do członkostwa zagranicznego. Po nominacji, kandydaci zachowują prawo do wyboru przez siedem lat.

### Wybory – nominacje członków
Rada Royal Society nadzoruje proces selekcji i powołuje 10 komisji tematycznych, zwanych komisjami sekcyjnymi, które rekomendują najsilniejszych kandydatów. Ostateczna lista do 52 kandydatów do członkostwa i do 10 kandydatów na członkostwo zagraniczne jest zatwierdzana przez Radę w kwietniu, a tajne głosowanie na członków odbywa się na spotkaniu w maju. Kandydat zostaje wybrany, jeśli zdobędzie dwie trzecie głosów tych członków Royal Society, którzy głosują.
Orientacyjnie, członkami Royal Society może zostać:18 spośród kandydatów z nauk fizycznych i biologicznych, do 10 z nauk stosowanych, nauk humanistycznych i wspólnie nauk fizycznych i biologicznych. Kolejni kandydaci, maksymalnie sześciu, mogą uzyskać nominację do członka honorowego, lub królewskiego. Nominacje do członkostwa są recenzowane przez komisje sekcji, z których każda składa się z co najmniej 12 członków i przewodniczącego (wszyscy są z Royal Society). Członkowie 10 komitetów sekcyjnych zmieniają się co trzy lata. Każdy komitet sekcyjny obejmuje różne obszary specjalistyczne, w tym:
| 0. Informatyka                        |
| 1. Matematyka                         |
| 2. Astronomia i fizyka                |
| 3. Chemia                             |
| 4. Inżynieria                         |
| 5. Nauki o ziemi i nauki o środowisku |
| 6. Cząsteczki Życia                   |
| 7. Cytologia                          |
| 8. Organizmy wielokomórkowe           |
| 9. Wzorce w populacjach               |

### Przyjęcie nowego członka
Nowi członkowie są przyjmowani do Royal Society podczas oficjalnej ceremonii, odbywającej się corocznie w lipcu, kiedy podpisują Księgę Statutu i Zobowiązanie, które brzmi: „My, którzy się podpisaliśmy, niniejszym obiecujemy, że dołożymy wszelkich starań, aby promować działania Royal Society w Londynie na rzecz Poprawy Wiedzy Przyrodniczej i dążenie do celów, dla których zostało ono założone, abyśmy, na ile to możliwe, wykonali działania, o które prosi nas w imieniu Rady, oraz że będziemy przestrzegać Statutu i Regulaminu rzeczonego Royal Society. Z zastrzeżeniem, że ilekroć którykolwiek z nas złoży na ręce Prezesa Royal Society, że pragnie z niego wystąpić, będzie uwolniony z tego Obowiązku na przyszłość”.
Od 2014 roku portrety nowo nominowanych członków są publikowane bez ograniczeń praw autorskich w Wikimedia Commons na bardziej liberalnej licencji Creative Commons, która umożliwia szerokie wykorzystywanie owych portretów.

## Stypendia naukowe i inne nagrody

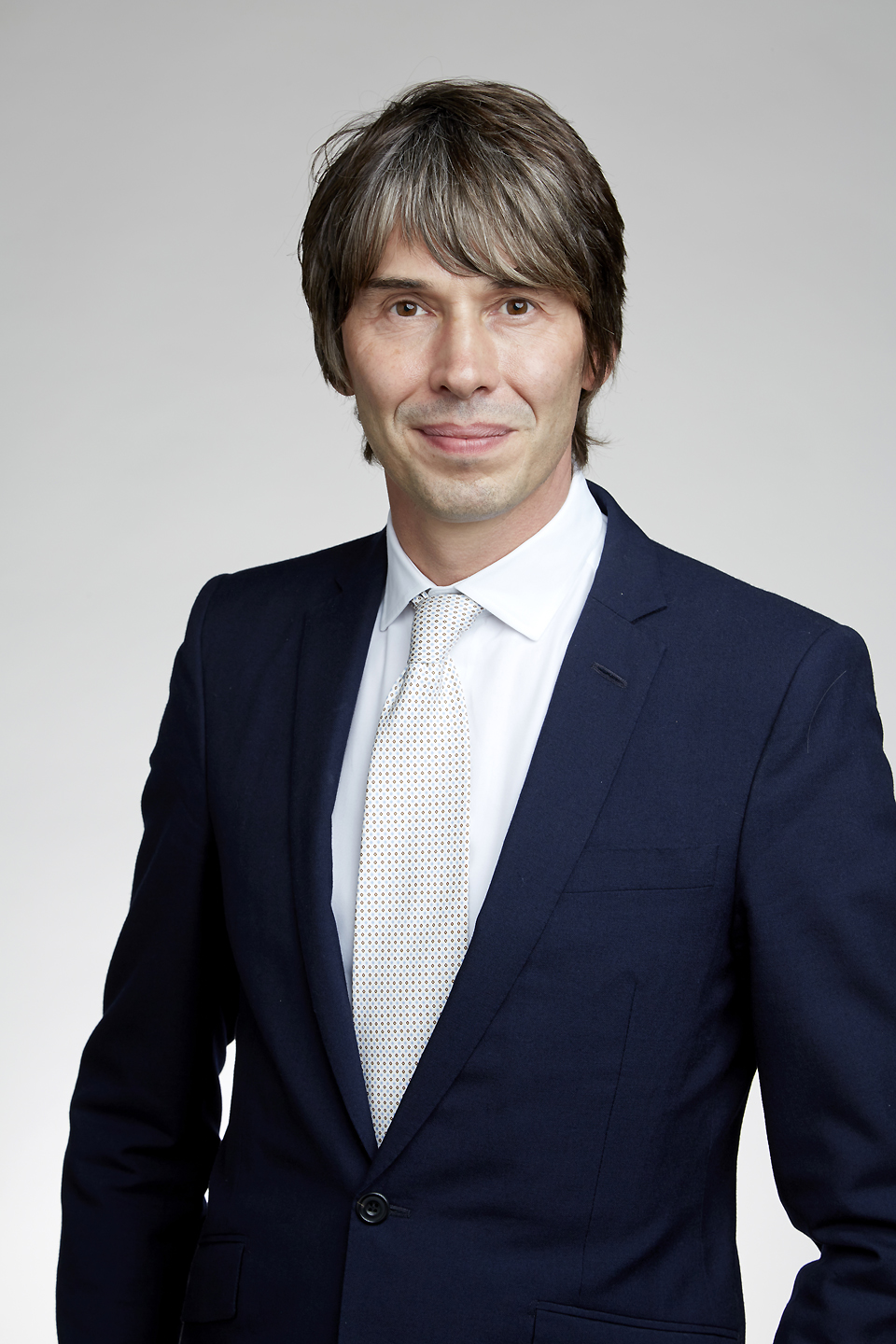
Brian Cox, profesor fizyki, został wybrany na członka Royal Society w 2016, a wcześniej w latach 2005–2013 był Członkiem Naukowcem Royal Society (URF)

Oprócz członkostwa w Royal Society (FRS, ForMemRS i HonFRS) możliwe jest członkostwo w Royal Society dla osób indywidualnych, nie dokonywane na zasadzie wyboru – nominacji. Są to nagrody w postaci stypendiów badawczych, a ich posiadacze są znani jako Członkowie Naukowcy Royal Society.
- University research fellowships (URF): Stypendia badawcze Royal Society University są przeznaczone dla wybitnych naukowców w Wielkiej Brytanii, którzy są na wczesnych etapach kariery naukowej i mają potencjał, aby stać się liderami w swojej dziedzinie[50]. Poprzedni posiadacze URF, którzy zostali wybrani na FRS w późniejszym terminie, to Richard Borcherds (1994), Jean Beggs (1998), Frances Ashcroft (1999), Athene Donald (1999) i John Pethica (1999)[51]. Laureatami, którzy uzyskali stypendia URF w późniejszym okresie są Terri Attwood, Sarah-Jayne Blakemore, Brian Cox, Sarah Bridle, Shahn Majid, Tanya Monro, Beth Shapiro, David J. Wales i Katherine Willis.
- Royal Society Leverhulme Trust senior research fellowships są przeznaczone dla naukowców, którzy uzyskują od Leverhulme Trust[52] pełne wsparcie na prowadzenie badań i w tym okresie są uwolnieni od innych obowiązków, np. dydaktycznych czy administracyjnych[53].
- Newton advanced fellowships zapewniają uznanym międzynarodowym naukowcom możliwość rozwijania mocnych stron i możliwości badawczych ich grupy badawczej. Są one zapewniane przez Newton Fund w ramach oficjalnej pomocy rozwojowej Wielkiej Brytanii[54].
- Industry fellowships są przeznaczone dla naukowców akademickich, którzy chcą pracować nad wspólnym projektem z przemysłem, oraz dla naukowców z przemysłu, którzy chcą pracować nad wspólnym projektem z organizacją akademicką[55].
- Dorothy Hodgkin fellowships są przeznaczone dla wybitnych naukowców w Wielkiej Brytanii na wczesnym etapie kariery naukowej, którzy ze względu na sytuację osobistą wymagają elastycznego trybu pracy. Te stypendia noszą imię Dorothy Hodgkin[56].

Oprócz prestiżowego tytułu członkostwa Royal Society (FRS, HonFRS i ForMemRS) oraz stypendiów badawczych, przyznawane są również inne, liczne, nagrody, medale oraz wyróżnienia.